# Jekatyerina Romanovna Leszovaja
Jekatyerina Romanovna Leszovaja (oroszul: Екатерина Романовна Лесовая, Krasznodar, 2000. december 1. –) orosz énekesnő.

## Élete
Jekatyerina Leszovaja 2000. december 1-jén született Krasznodarban.
2003-ban, 3 évesen belépett a Kubai Kozák Kórus gyermekiskolájába. 2006-ban szerepelt először a televízióban a Играй, гармонь любимая! című műsorban. Tatyjana Leonyidovna Zdebskaja és Marina Vadyimovna Saryifulina zenetanárok dolgoztak az énekesnővel. 17 évesen Leszovaja Moszkvába költözött, ahol a Gnessin Orosz Zeneakadémia szóló népdalének szakán kezdett tanulni.
2017-ben részt vett a Минута славы televíziós versenyen. Ugyanakkor Vlagyimir Burlakov professzor segítségével dalokat kezdett rögzíteni. 2019-ben felvett egy dalt, amely később a Черноглазая казачка című dala lett.
2022-ben elődöntős lett a Ну-ка все вместе projektben. 2023-ban Jekatyerina Leszovaja meghívást kapott a projekt zsűrijébe.
Háromszor nyerte el a Krasznodar Terület kormányzója díjat. Leszovaja továbbra is az egyik leghíresebb orosz folk és neo-retro énekesnő.

## Magánélete
Élettárs – Ivars Rutkovskis, zenész Lettországból. A párnak nincs gyereke.